# إد لانج
إد لانج (بالإنجليزية: Ed Lange)‏ هو مصور أمريكي، ولد في 1920، وتوفي في 1995.